# Даннебергс, Артур
Артур Яковлевич Даннебергс (латыш. Arturs Dannebergs; 17 февраля 1891, Кенигская волость — 16 октября 1941, Коммунарка) — военный деятель Российской империи, Латвийской Республики, позднее СССР.

## Биография
Родился 17 февраля 1891 года в усадьбе Леяскуки Кенигской волости, в крестьянской семье. По национальности латыш. В 1914 году был призван в русскую армию. С 1914 по 1918 служил в 3-м Финском артиллерийском дивизионе. 18 февраля 1919 году поступает на службу в регулярную латвийскую армию. Становится командиром 1-й Валмиерской батареи. В 1919 году поступает в Видземский артполк, затем его командир (1919-25 и 1932-35). Во время сражениях с армией Бермондта был назначен командиром группы артиллерии на Рижском южном фронте. В 1920 году награждён орденом Лачплесиса 3 степени. С 1925 по 1932 год — начальник подготовки офицеров артиллерии. В 1935 году повышен до звания генерала латвийской армии. С 1935 по 1940 год — инспектор артиллерии.
С 1940 в Красной армии. С 1940 по 1941 — начальник артиллерии 24-го стрелкового корпуса Прибалтийского Особого военного округа. С 29 декабря 1940 года — генерал-майор артиллерии.
Арестован 13 мая 1941 года. Военной коллегией Верховного суда СССР 18 июля 1941 года по обвинению в участии в контрреволюционной организации приговорён к расстрелу. Приговор приведён в исполнение 16 октября 1941 года. Определением Военной коллегии от 30 ноября 1957 года реабилитирован.

## Награды
- Георгиевский крест IV степени и медаль (Российская империя),
- Орден Святого Станислава II и III степени (Российская империя),
- Орден Святой Анны II и III степени (Российская империя),
- Орден Святого Владимира IV степени (Российская империя),
- Крест Свободы 2-го класса 3-й степени (Эстонская республика),
- Орден Креста Витисы I степени (Литовская республика),
- Орден Лачплесиса II и III степени,
- Орден Трёх звёзд II степени (1936) и III степени (1930).